# Desaladora de Carboneras
La desaladora de Carboneras es una desaladora de gran capacidad situada en Carboneras, en la comarca del Levante Almeriense (provincia de Almería, Andalucía, España).
La instalación, una de las más grandes de Europa, fue impulsada por el Ministerio de Agricultura, Alimentación y Medio Ambiente a través de Acuamed y entró en funcionamiento en 2005.
Se trata de una desaladora de gran capacidad de agua de mar, con capacidad de producción de 42 hm³/año, para el abastecimiento del municipio de Carboneras y la población de Agua Amarga. En 2005 se constató que la falta de infraestructuras para la canalización del agua reducía la capacidad de distribución del agua a 2,5 hm³/año. Para lograr el abastecimiento de las poblaciones de la comarca (Bédar, Carboneras, Los Gallardos, Garrucha, Mojácar, Turre y Vera) así como para el riego agrícola de los cultivos de la agricultura intensiva del Levante Almeriense y Campo de Níjar se llevó a cabo a estructura de interconexión Carboneras-Almanzora, que entró en servicio en 2011.
Los procesos que lleva a cabo son la captación del agua bruta, el pretratamiento mediante doble tapa de filtración, el proceso de ósmosis inversa, post tratamiento, bombeo y almacenamiento y distribución del agua tratada.
La desaladora de Carboneras fue, hasta la finalización de la desaladora de El Prat de Llobregat en 2009, la desaladora más grande de Europa.
Los archipiélagos canario y balear, además del litoral mediterráneo tienen un gran desequilibrio hídrico ya que la demanda de agua no se corresponde con la disponibilidad del agua potable.